# Реј Сити (Џорџија)
Реј Сити (Џорџија) (енгл. Ray City) град је у америчкој савезној држави Џорџија. По попису становништва из 2010. у њему је живело 1.090 становника.

## Демографија
Према попису становништва из 2010. у граду је живело 1.090 становника, што је 344 (46,1%) становника више него 2000. године.
| Група             | 2000.       | 2010.       |
| Белци             | 570 (76,4%) | 768 (70,5%) |
| Афроамериканци    | 155 (20,8%) | 229 (21,0%) |
| Азијати           | 4 (0,5%)    | 4 (0,4%)    |
| Хиспаноамериканци | 12 (1,6%)   | 66 (6,1%)   |
| Укупно            | 746         | 1.090       |